# Blindaje biológico

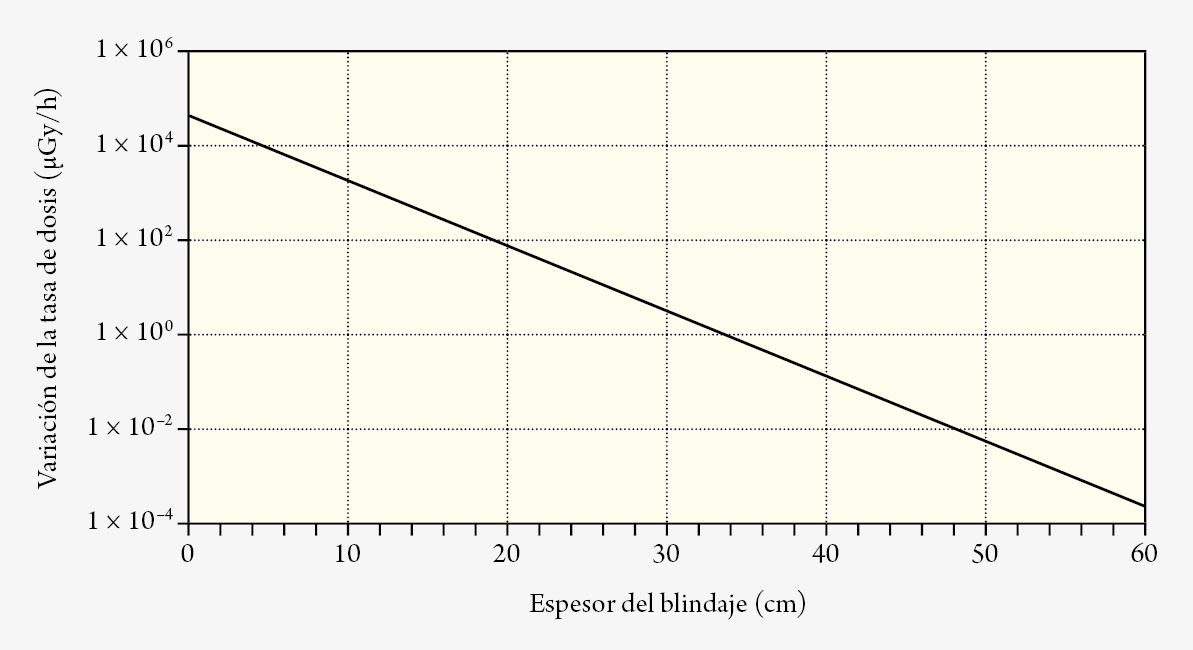
Variación de la tasa de dosis (en micrograys por hora [µGy/h]) en función del espesor del blindaje (en centímetros [cm]).

Se denomina blindaje biológico a un espesor de material interpuesto entre una fuente de radiación ionizante y el punto receptor, con el objeto de atenuar dicha radiación.

## Propósito
La misión del blindaje biológico es controlar la exposición externa a las radiaciones ionizantes, con el objeto de permitir la realización de prácticas que involucran el manejo de material radiactivo, de forma segura para las personas.

## Tipos

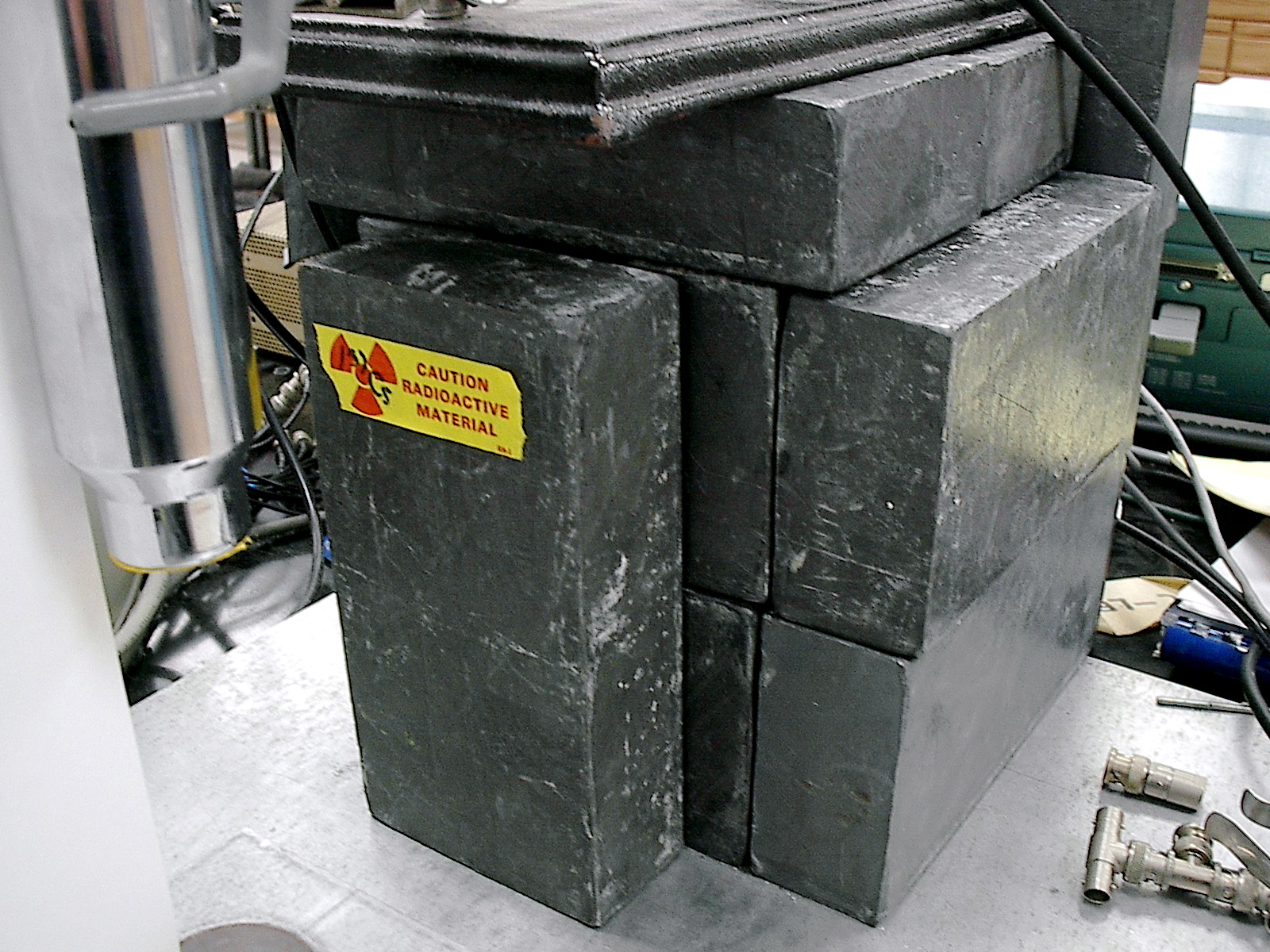
Ladrillos de plomo montados para blindar una muestra radiactiva en un laboratorio.

Se puede distinguir entre dos tipos: 
- Blindajes móviles, que pueden ser: blindajes contenedores y blindajes temporales. Los blindajes contenedores se utilizan para transportar en su interior las fuentes y los móviles son aquellos que se pueden transportar de un sitio a otro en función de las necesidades.

- Blindajes fijos, algunos de los cuales son estructurales y forman parte de las propias estructuras del edificio que contiene a la fuente radiactiva. Otros son no estructurales pero no están diseñados para ser desplazados (por ejemplo el agua de las piscinas de combustible gastado de las centrales nucleares).

## Diseño
La elección del blindaje ha de hacerse teniendo en cuenta el tipo, energía e intensidad de la radiación considerada, así para partículas cargadas (partículas alfa, partículas beta), que tienen un alcance definido se pueden determinar los espesores para los que la radiación se anula. Para partículas neutras (fotones, neutrones) que tienen un alcance infinito se han de diseñar para disminuir la radiación a niveles que se consideren aceptables.
Los materiales más eficaces varían dependiendo del tipo de radiación:
- Para partículas alfa basta con algunos milímetros de cualquier material sólido ordinario.

- Para partículas beta son recomendables los materiales de bajo número atómico, ya que la radiación gamma secundaria que producen al interaccionar con la material aumenta con dicho número atómico.

- Para radiación gamma son preferibles los materiales con alto número atómico porque absorben mayor cantidad de radiación a igualdad de masa que los de bajo número atómico.

- Para radiación neutrónica el absorbente más eficaz es el hidrógeno, por lo que los materiales que lo contengan serán más eficientes (agua, plásticos, hormigón con alto contenido en agua). Para el caso de neutrones de baja energía el boro es también un elemento con alta capacidad de absorción.